# علم الأمراض العام
علم الأمراض العام ، يسمى أيضا علم الأمراض الاستقصائي ، أو علم الأمراض التجريبي  أو علم الأمراض النظري ، [بحاجة لمصدر] وهو مجال علمي واسع ومعقد يسعى لفهم آليات وقوع الضرر على الخلايا والأنسجة، وكذلك وسائل استجابة الجسم وإصلاح الضرر. مجالات الدراسة تشمل التكيف الخلوي للإصابة، والنخر، والإتهاب، والتئام الجروح والأورام. ويشكل الأساس قالب:Spinout/link لتطبيق هذه المعرفة لتشخيص الأمراض في الإنسان والحيوان.
مصطلح «علم الأمراض العام» يستخدم أيضا لوصف ممارسة كل من الباثولوجيا التشريحية والسريرية.

## التكيف مع الإصابة
هناك العديد من المؤثرات الخارجية والداخلية التي تحرض أو تفاقم العمليات المرتبطة بالمرض، بما في ذلك الصدمات، أوالعدوى، أوالتسمم، أوعدم تدفق الدم، أو المناعة الذاتية، أو الضرر الجيني المورث أو المكتسب، أو أخطاء التطور. هناك موضوع واحد مشترك في علم الأمراض هو الطريقة التي يستجيب بها الجسم للإصابة، والتي تطورت لحماية الصحة، ويمكن أيضا أن تساهم ببعض الطرق في العمليات المرتبطة بالمرض.
من الممكن أن تستجيب الخلايا والأنسجة للإصابة والضغط، من خلال آليات محددة، والتي قد تختلف وفقا لأنواع الخلايا وطبيعة الإصابة. على المدى القصير، قد تقوم الخلايا بتفعيل برامج جينية محددة لحماية بروتيناتها الحيوية وعضياتها من صدمة الحرارة أو نقص الأكسجين، ويمكن أن تنشط مسارات إصلاح الحمض النووي لإصلاح الأضرار التي لحقت بالكروموسومات من الإشعاع أو المواد الكيميائية. فرط التنسُّج هو استجابة تكيفية على المدى البعيد لانقسام الخلايا وتكاثرها، والتي يمكن أن تزيد من قدرة الأنسجة للتعويض عن الإصابة. على سبيل المثال، التهيج المتكرر للجلد يمكن أن يسبب سماكة واقية بسبب فرط التنسُّج للبشرة. فرط النمو هو زيادة في حجم الخلايا في الأنسجة استجابا للإجهاد، ومثال على ذلك تضخم خلايا عضلة القلب استجابا لزيادة المقاومة لتدفق الدم نتيجة لضيق صمام التدفق في القلب. التحول النسيجي يحدث عندما يؤدي التلف المتكرر للبطانة الخلوية لعضو إلى الاستعاضة عنها بنوع مختلف من أنواع الخلايا.

## موت الخلايا
النخر هو تدمير لا رجعة فيه للخلايا نتيجة لاصابة شديدة في ظل وضع تكون فيه الخلية غير قادرة على تنشيط مسارات التمثيل الغذائي اللازمة للبقاء على قيد الحياة أو التفسخ المنظم. ويكون هذا غالبا نتيجة لعوامل مرضية خارجية، مثل السموم أو فقدان الأوكسجين. الضغوطات المعتدلة يمكن ان تؤدي إلى عملية تسمى إصابة الخلية القابلة للعكس  ، والتي تحاكي تورم الخلية وتشكل الفجوات التي يمكن رؤيتها في وقت مبكر من عملية النخر، ولكن تكون الخلية قادرة على التكيف والبقاء على قيد الحياة. في عملية النخر، تتسرب مكونات الخلايا المتحللة، ويُحتمل أن تساهم في الالتهاب والحاق مزيد من الضرر. في المقابل فإن موت الخلايا المبرمج هو تنظيم مرتب لتحلل الخلية الذي يحدث في إعدادات كل من الإصابات والعمليات الفسيولوجية طبيعية.

## الاتهاب

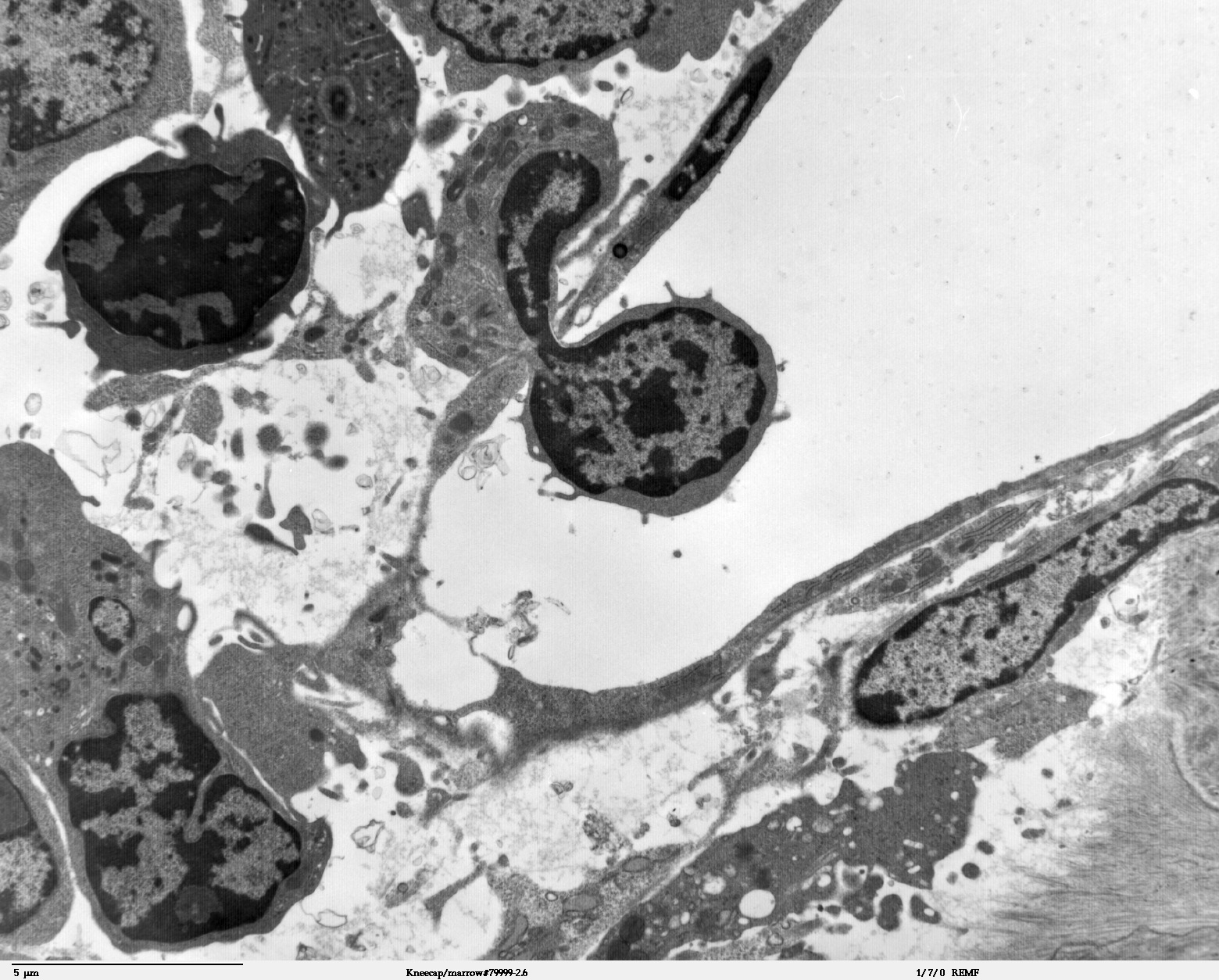
صورة انتقالية بالمجهر الالكتروني للخلايا المناعية اثناء عبورها من نخاع العظم إلى الدورة الدموية

الالتهاب هو رد فعل معقد وهام بشكل خاص لإصابة الأنسجة، ويكتسي أهمية خاصة في مكافحة العدوى. الاتهاب الحاد هو استجابة عامة غير محددة نجمت عن اصابة خلايا الأنسجة نفسها، فضلا عن الخلايا المتخصصة في جهاز المناعة الأولي والاليات التي سبق وضعها للمناعة التكيفية. الاستجابة الموضعية الالتهابية الحادة تؤدي إلى تغييرات وعائية في المنطقة المصابة، وتجند عدلات مكافحة المُمرض، وتبدأ عملية وضع استجابة مناعية تكيفية جديدة. الاتهاب المزمن يحدث عندما تفشل الاستجابة الحادة في ازالة عامل التحريض تماما. وعلى الرغم من أن الاتهاب المزمن يمكن أن يلعب دورا إيجابيا في احتواء خطر معدي مستمر، فانه يمكن أن يؤدي أيضا إلى تلف الأنسجة التدريجي، وكذلك يُهيئ (في بعض الحالات) إلى تطور السرطان.

## إصلاح الأنسجة
إصلاح الانسجة كما يُرى في التئام الجروح يُثار بواسطة الالتهاب. وقد تمضي العملية قدما حتى قبل أنحلال الإصابة المترسبة، من خلال تشكيل نسيج حبيبي. وتنطوي عملية الشفاء على تكاثر خلايا النسيج الضام، والخلايا التي تشكل الأوعية الدموية نتيجة لإشارات نمو هرمونية. وفي حين أن الشفاء هو استجابة تكيفية حاسمة، فان الاستجابة الشفائية الشاذة يمكن أن تؤدي إلى تليف تدريجي، أو انكماشات، أو غيرها من التغييرات التي يمكن أن تضعف الوظيفة.

## تكون الورم
تكون الورم، أو «النمو الجديد»، هو تكاثر الخلايا بشكل مستقل عن أي عملية فسيولوجية. الأمثلة الأكثر شيوعا للأورام هي الأورام الحميدة والسرطانات. تنتج الأورام من التغيرات الجينية والتي تتسبب في أن تقوم الخلايا بتفعيل البرامج الجينية بشكل غير صحيح. خلل التنسج هو مؤشر مبكر لعملية تكون الورم في الأنسجة، ويتميز باستمرار أشكال سيئة التباين من الخلايا الغير ناضجة. ومن المثير للاهتمام، أن هناك الكثير من أوجه التشابه بين المسارات الجينية التي يتم تنشيطها في خلايا السرطان، وتلك التي يتم تنشيطها في الخلايا المشاركة في التئام الجروح والالتهابات.

## الورم الأرومي الاغترابي
الورم الأرومي الاغترابي أوالنسيج المنتبذ أوالنسيج في غير موضعه، أو النسيج الشاذ، هو كتلة من الأنسجة الطبيعية تشريحيا الموجودة في مكان غير عادي.